# Ароче
Ароче (на испански: Aroche) е населено място и община в Испания. Намира се в провинция Уелва, в състава на автономната област Андалусия. Общината влиза в състава на района (комарка) Сиера де Ульва. Заема площ от 499 km². Населението му е 3206 души (по преброяване от 2010 г.). Разстоянието до административния център на провинцията е 135 km.

## Демография
| 1996 | 1998 | 1999 | 2000 | 2001 | 2002 | 2003 | 2004 | 2005 | 2006 |
| ---- | ---- | ---- | ---- | ---- | ---- | ---- | ---- | ---- | ---- |
| 3581 | 3542 | 3517 | 3503 | 3446 | 3384 | 3396 | 3360 | 3319 | 3211 |